# 4739 Tomahrens
4739 Tomahrens (1985 TH1) là một tiểu hành tinh vành đai chính được phát hiện ngày 15 tháng 10 năm 1985 bởi Edward Bowell ở Flagstaff, Arizona.
Nó được đặt theo tên một giáo sư Thomas J. Ahrens.